# Animação influenciada por animês
Animações influenciadas por animês, pseudoanimês ou murikanimes referem-se a obras não-japonesas de animação que emulam a certos aspectos do estilo visual do animê. Devido ao fandom de animê no ocidente, o termo animê foi cunhado para se referir explicitamente à animação japonesa. Com a ascensão da popularidade do animê tornou-se parte integrante da animação produzida no mundo ocidental.
Como o animê japonês tornou-se cada vez mais popular, estúdios de animação ocidentais começaram a implementar algumas estilizações visuais típicos em animê, como expressões faciais exageradas e versões super deformed dos personagens. Algumas produções foram terceirizadas no Japão ou na Coreia do Sul.
Embora fora do Japão, animê seja usado especificamente para significar animação do Japão ou como um estilo de animação disseminado pelo Japão, geralmente caracterizado por gráficos coloridos, personagens vibrantes e temas fantásticos, há um debate sobre se a abordagem culturalmente abstrata do significado da palavra pode abrir a possibilidade de animê produzido em outros países que não seja o Japão. Enquanto alguns ocidentais veem estritamente o animê como um produto de animação japonesa, alguns estudiosos sugerem que o animê seja definido como especificamente ou por excelência japonês pode estar relacionado a uma nova forma de orientalismo.

## Histórico
Uma das primeiras tentativas notadas de empresas americanas em fazer animê está em The King Kong Show no final dos anos 60 e início dos anos 70. Esta animação foi o resultado de uma colaboração entre a Toei Animation japonesa e a Videocraft americana. O resultado foi uma animação com um estilo visual semelhante ao animê e um tema japonês de kaiju, que incorporou o estilo cartoon da era Hanna-Barbera na animação da TV americana. Outro exemplo inicial disso pode ser Johnny Cypher em Dimension Zero.
A influência do animê japonês na animação ocidental pode ser visto na década de 1980, quando diversas animações, tais como Transformers foram que foi inspirada nos robôs gigantes, também chamados de mechas, Transformers surgiu de duas coleções de brinquedos japoneses: Diaclone e Micro Change, que foram licenciadas pela Hasbro, para divulgar, a empresa contratou a editora americana Marvel Comics para criar histórias em quadrinhos. Os criadores de Transformers Animated citam produções relativamente recentes da GAINAX, especificamente Diebuster e Tengen Toppa Gurren-Lagann, como principais influências.
Na década de 1980, houve um aumento de séries terceirizadas no Japão, dentre os exemplos estão as séries The Adventures of the Galaxy Rangers animadas pela Tokyo Movie Shinsha e ThunderCats pela Pacific Animation Corporation.
Essa tendência continuou ao longo dos anos 80 com animações como Caverna do Dragão, novamente coproduzida pela Toei Animation.
No mesmo período, surgiram produções nipo-europeias tais como Ulysse 31, Les Mystérieuses Cités d'or e D'Artacan y los Tres Mosqueperros, uma coprodução da hispânica BRB Internacional S.A. com o estúdio japonês Nippon Animation. Além disso, nos anos 90, muitas séries americanos começaram a ser terceirizadas para animadores japoneses, principalmente a TMS Entertainment, que animou produções populares de televisão como X-Men, Tartarugas Ninjas, ThunderCats, Tiny Toon Adventures, DuckTales, Tico e Teco e os Defensores da Lei, TaleSpin, Darkwing Duck, Animaniacs e Homem-Aranha, a maioria dos quais visualmente ou tematicamente não eram semelhantes aos animês japoneses.
Durante os anos 90, algumas animações americanas começaram a mostrar forte influência do animê sem ter nenhum artista japonês diretamente envolvido no projeto. Um exemplo disso pode ser visto nos programas Cartoon Network, como As Meninas Super-Poderosas e Laboratório de Dexter ou em Kim Possible do Disney Channel.
Em 2001, Marathon lançou a série Totally Spies!, que foi seguida pelas séries Team Galaxy, Martin Mystery (baseada em uma história em quadrinhos italiana, The Amazing Spiez!, spin-off de Totally Spies! e Gormiti (baseada em uma linha de brinquedos italiana). A série Avatar: The Last Airbender da Nickelodeon conseguiu cativar inclusive fãs tradicionais de animês (mais conhecidos como otakus).
O advento da estilizações do animê japonês que aparecem nas produções ocidentais questionam o significado estabelecido de "animê"; há vários animadores ocidentais que colaboravam com os criadores de animês japoneses em produções origem ocidental. Por exemplo, na produção de The Animatrix começou quando as irmãs Wachowski visitaram alguns dos criadores dos animês que haviam influenciaram seus trabalhos, e decidiram colaborar com eles. Outras produções similares foram Batman: Gotham Knight (antologia de curtas lançada diretamente em vídeo) e o projeto Marvel Anime, lançado primeiramente no canal japonês Animax.
Os criadores de Avatar, Bryan Konietzko e Michael Dante DiMartino confirmam uma especial influência de animações japonesas, especialmente A Viagem de Chihiro, Princesa Mononoke e Meu Amigo Totoro de Hayao Miyazaki.
Em 2006 foi lançada a série Ōban Star-Racers, uma produção franco-japonesa. O reboot de ThunderCats, produzido pelo estúdio japonês Studio 4 °C teve mais influência dos animês do que a série original.
Em 2015, foi lançada a série francesa Miraculous: As Aventuras de Ladybug, coprodução da Zag Entertainment com a Toei Animation, a série foi criada por Thomas Astruc, que trabalhou nas séries W.I.T.C.H. e Totally Spies!.
Assim como Avatar, a mesma semelhança pode ser vista em Voltron: Legendary Defender, um reboot da franquia Voltron, desta vez completamente produzida por artistas americanos. Lauren Montgomery e Joaquim Dos Santos, ambos conhecidos por seu trabalho em Avatar: The Last Airbender e sua sequência The Legend of Korra, atuaram como showrunners, enquanto o colega Tim Hedrick também atuou como escritor principal. Outros programas feitos nos Estados Unidos fortemente inspirados em animes são a série Castlevania, criada por Warren Ellis, e Blood of Zeus, criada por Charley e Vlas Parlapanides. Essas animações influenciadas por animes foram definidas como "animes" por algumas fontes, em uma tentativa de classificar todas as obras de origem não japonesa no estilo anime japonês,
Atualmente, está em produção nos Emirados Árabes Unidos, a série "Torkaizer", que se anuncia como o "primeiro animê do Oriente Médio".
Um filme de anime romântico paquistanês chamado "The Glassworker" está atualmente em produção. É dirigido por Usman Riaz. O trailer do filme foi lançado em outubro de 2016.
Na Índia, um estúdio chamado Studio Durga está produzindo um filme Karmachakra com influência dos animes.
Atualmente, uma série de animê japonesa-filipina chamada Barangay 143, está no ar na GMA Network.
Em abril de 2020, um estúdio chamado Manga Production, da Arábia Saudita, anunciou o lançamento de Future's Folktales (Mirai no Mukashibanashi)', co-produzido com Toei.

## Exemplos de murikanimes
- Avatar: The Last Airbender
- As Aventuras de Jackie Chan
- The Legend of Korra
- The Batman
- Caverna do Dragão
- ThunderCats
- Minhas Aventuras com o Superman
- Gormiti
- Fantastic Four: World's Greatest Heroes
- Ben 10
- Martin Mystery
- Castlevania (série)
- Wakfu
- Sushi Pack
- Team Galaxy
- Pucca
- Turma da Mônica Jovem
- Teen Titans
- Três Espiãs Demais
- W.I.T.C.H
- Code Lyoko
- Xiaolin Showdown
- Ninjin
- Super Robot Monkey Team Hyperforce Go!
- Dogmons
- Monsuno
- Ultimate Homem-Aranha
- Star vs. the Forces of Evil
- LoliRock
- My Life Me
- Os Under-Undergrounds
- Valérian et Laureline
- Voltron: Legendary Defender
- RWBY
- Magma